# Montesa 50
La Montesa 50, coneguda com a Impalita, fou un model de ciclomotor que fabricà Montesa entre 1965 i 1966, amb un total de 500 unitats produïdes. Fou el primer ciclomotor que fabricà Montesa i, per tant, el primer a incorporar les característiques generals que compartiren més tard els successius ciclomotors de la marca: motor de dos temps monocilíndric refrigerat per aire de 48,74 cc, bastidor autoportant, frens de tambor i amortidors de forquilla convencional davant i telescòpics darrere. El sobrenom amb què es conegué aquest model, Impalita, li venia de la seva semblança amb la motocicleta Montesa per excel·lència aleshores, la Impala, a la qual recordava per la línia general i, especialment, pels colors del dipòsit -vermell amb franja inferior argentada-, iguals que els de la versió esportiva Sport 175 (llançada el 1963). La Impalita durà poc i aviat fou substituïda pel Ciclo Montesa, un model quasi idèntic que es llançà el mateix 1965.

## Història
Montesa començà la producció de ciclomotors a gran escala a mitjan dècada de 1960, ja que la major capacitat de producció que li proporcionà la nova fàbrica d'Esplugues de Llobregat li permeté d'expandir la seva gamma de producte. Aquesta activitat es mantingué en alça fins als inicis de la dècada de 1970, quan passà a ser complementària del desenvolupament de models de fora d'asfalt, sector que des d'aleshores esdevingué el principal de l'empresa. Els ciclomotors Montesa acostumaven a ser una reproducció a escala reduïda dels models superiors de la marca i duien motors de la firma alemanya Jlo (concretament, del model G50), els quals fabricava sota llicència l'empresa catalana. En el cas de la Impalita, en ser el primer model, el motor encara duia estampada al càrter la marca Jlo, mentre que els seus successors ja indicaven "Montesa" al seu lloc.

## Característiques
La "Impalita" era gairebé idèntica al seu successor, el Ciclo Montesa, motiu pel qual algunes dades tècniques no conegudes s'han completat amb les que hi ha documentades d'aquest altre model.
Fitxa tècnica
| Montesa 50 | Montesa 50                   |
| --- | ---------------------------- |
| Id. Model | 7M                           |
| Núm. Sèrie | 7M0001-                      |
| Anys | 1965 - 1966                  |
| CC | 48,76                        |
| Diàmetre x Carrera | 38 x 43 mm                   |
| Compressió | 8:1                          |
| CV | 2,5 a 5.500 rpm              |
| Carburador | Irz 10/14M 16 mm             |
| Canvi | 3 velocitats                 |
| Suspensió davant | Telescòpica                  |
| Suspensió darrera | Oscil·lant                   |
| Pneumàtic davant | 2,25 x 18"                   |
| Pneumàtic darrera | 2,25 x 18"                   |
| Frens davant | Tambor 100 mm                |
| Frens darrera | Tambor 100 mm                |
| Pes en sec | 52 kg                        |
| Capacitat dipòsit | 9 l                          |
| Color dipòsit | Vermell amb franja argentada |
| \| • Altres \| \| -------------------------------------------------- \| \| - Velocitat màxima: 60 km/h - Consum: 1,5 l/100 km \| |                              |
| • Altres |                              |
| - Velocitat màxima: 60 km/h - Consum: 1,5 l/100 km                                                                               |                              |